# MoveOn
MoveOn est une association politique basée aux États-Unis. Elle se décrit comme politiquement progressiste et ancrée à gauche (libéral au sens américain). Elle a été fondée en 1998 en réponse à la procédure d’impeachment contre le président Bill Clinton. Son réseau associatif revendique 5 millions de militants en 2011.

## Historique
MoveOn.org a été formée en 1998 par deux entrepreneurs dans l'informatique : Joan Blades (en) et Wes Boyd (en), qui sont notamment les créateurs de l'entreprise Berkeley Systems (en) (Éditeur de logiciel). Les deux militants pétitionnent le Congrès pour qu'il se passe de la procédure d'impeachment contre le président Bill Clinton, proposant de censurer le président sans pour autant passer par l'impeachment. À leur grande surprise, le bouche à oreille fonctionne et de fait la pétition est un grand succès avec un demi million de signatures.
Entre 1998 et 2002, le duo utilise la même méthode de campagne en s'engageant sur plusieurs autres sujets. Dans le domaine environnemental : pour la diminution de la pollution à l'arsenic et au mercure. Dans le domaine démocratique : pour la réforme du mode de financement des campagnes électorales, qui fait appel selon eux à trop de fonds privés et venant d'entreprises.
Depuis les années 2000, l'association a commencé à drainer des fonds pour plusieurs candidats de l'aile gauche et syndicale du Parti démocrate. En 2003, MoveOn a publiquement condamné puis manifesté contre l'invasion de l'Irak par George Bush. En 2004 un soutien important est apporté au candidat démocrate à l'élection présidentielle américaine John Kerry.

## Positionnement progressiste
À ses débuts le mouvement est un groupe transpartisan. Rapidement MoveOn devient une association qui fait pression sur le Parti démocrate pour qu'il adopte « un programme vigoureusement à gauche » qui aille « au-delà de la simple opposition à l'Administration Bush » selon le journal le Washington Post.
Le cofondateur Wes Boyd rejette la stratégie des centristes de l'aile droite du Parti démocrate réunis au sein du Democratic Leadership Council (notamment les époux Clinton) « qui veulent que les démocrates droitisent leurs positions sur la guerre, la fiscalité, la couverture sociale... »
S'exprimant en juin 2003 devant la conférence « Take back America », Wes Boyd a déclaré « la première manière de faire revenir la confiance, est de se battre ardemment pour ce dont les gens ont besoin ». Selon lui les américains seraient prêts à soutenir une politique de gauche et progressiste mais à la condition « que quelqu'un émerge pour prendre en main ces idées », « à chaque fois que nous l'avons fait, les citoyens américains se sont levés. »
Violemment anti néo-conservatrice, MoveOn est donc une association de gauche (libéral au sens américain). Ses détracteurs, notamment au sein du Parti républicain, l'accusent d'être une association gauchiste ou d'être « à l'extrême gauche du courant politique dominant des États-Unis ».

## Soutien à Barack Obama
En février 2008, l'association organise un vote interne pour déterminer quel candidat soutenir pour la primaire démocrate. Barack Obama obtient 70 % des suffrages contre 30 % à Hillary Clinton. L'association mobilise ses 1,7 million de membres vivants dans les 22 États votants lors du « Super Tuesday » pour faire gagner le sénateur Obama.
Dans sa déclaration de soutien le réseau progressiste explique que : « Le soutien de nos militants au sénateur Barack Obama est un appel clair pour une nouvelle Amérique à un moment critique de l'histoire ».
Elle ajoute : « Sept ans d'une politique désastreuse de l'Administration Bush ont laissé un pays qui a soif de changement. Nous avons besoin d'un président qui amène le leadership et la vision nécessaire pour mettre fin à la guerre en Irak, mette en place l'assurance maladie universelle pour tous les Américains, prenne à bras le corps le problème du réchauffement climatique et restaure l'image de l'Amérique dans le monde ».

## Principales actions
Les principales actions menées par MoveOn récemment sont les suivantes :
- Utilisation d'Internet pour impliquer les citoyens dans la vie publique.
- Incitation à l'inscription sur les listes électorales et au vote.
- Soutien logistique et financier aux candidats de l'aile gauche des démocrates.
- Diffusion de messages radiophoniques et de clips contre la Guerre en Irak.
- Participation à la coalition "Win without war" avec d'autres groupes.
- Organisation de la campagne "Call for change" aux élections de mi-mandat en 2006.
- Soutien à Barack Obama dans la primaire démocrate en 2008.
- Soutien à Bill Halter contre la candidate sortante Blanche Lincoln lors de l'élection sénatoriale de 2010 en Arkansas. Représentante de l'aile droite des Démocrates, Lincoln s'était attiré les foudres de la gauche notamment pour s'être opposée à l'Employee Free Choice Act[6].